# امیل واستون
امیل واستون (انگلیسی: Emiel Wastyn؛ زادهٔ ۱ ژانویهٔ ۱۹۹۲) دوچرخه‌سوار اهل بلژیک است.
از باشگاه‌هایی که در آن بازی کرده‌است می‌توان به ورانداس ویلمز–کرلان اشاره کرد.